# Колцу Пиетриј (Бузау)
Колцу Пиетриј (рум. Colțu Pietrii) насеље је у Румунији у округу Бузау у општини Сириу. Oпштина се налази на надморској висини од 442 m.

## Становништво
Према подацима из 2002. године у насељу је живело 750 становника, од којих су сви румунске националности.